# Anthogonium gracile
Anthogonium gracile är en orkidéart som beskrevs av Nathaniel Wallich och John Lindley. Anthogonium gracile ingår i släktet Anthogonium och familjen orkidéer. Inga underarter finns listade i Catalogue of Life.